# Aeroportul Røst
Aeroportul Røst (IATA: RET, ICAO: ENRS) este un aeroport din Comuna Røst, Nordland, Norvegia ce deservește zona Røstlandet. Aeroportul a fost tranzitat în 2022 de 12.087 de pasageri. A fost deschis în 1986 și numit după Comuna Røst.
Situat la o altitudine de 3 m, aeroportul dispune de 1 pistă.

## Infrastructură

### Piste
Aeroportul dispune de o singură pistă. Pista 03/21 are suprafața de asfalt și dimensiunile 799 m × . 